# سهام رفقي
سهام رفقي (1922 - 2007) ممثلة ومغنية لبنانية اشتهرت في الأربعينيات.

## سيرتها
ولدت سهام رفقي في 3 أغسطس 1922. مثلت في عدة أفلام منها فيلم البريمو وفيلم عودة الغائب من إخراج أحمد جلال وبمشاركة محمود المليجي وماري كويني. اشتهرت بأغنيتي (أم العباية) و(وإلي بتقصر التنورة).
تزوَّجها صلاح الدين الأسير أحد شخصيات بيروت الوطنية فأقنعها بالاعتزال وسحب أسطوانات أغانيها من السوق. توفيت سهام رفقي عام 2007 في إسبانيا حيث كانت تعيش مع ابنتها، وهي شقيقة كذلك المذيع والإعلامي أحمد سالم القصاب.

## أشهر أغانيها
اعتزلت الغناء منذ مدة غير قصيرة فلم يكن لها نصيب بعدد كبير من الأغنيات
- 1. أنا ماني رايدة
- 2. العبا أجمل صورة
- 3. حول يا غنام
- 4. شارياك
- 5.شوقي على الأحباب
- 6. لا لا يا با ما اريده
- 7. لو للغرام حاكم
- 8. لومك يا لايم ما يفيد
- 9. ليش ليش يا ولفي
- 10. منين أجيب السلوى
- 11. يا أم العباية
- 12. يا ام العيون السود
- 13. يا بو الزلف
- 13. يا معودني عالأفراح
- 14. وإللي بتقصر التنورة

## روابط خارجية
- سهام رفقي على موقع IMDb (الإنجليزية)
- سهام رفقي على موقع قاعدة بيانات الأفلام العربية